# Heinrich Vogt (Rechtshistoriker)
Heinrich Vogt (* 19. November 1910 in Bonn; † 9. Mai 1990 ebenda) war ein deutscher Rechtshistoriker und Lehrstuhlinhaber.

## Leben
Er wurde zum Dr. jur. promoviert, habilitierte sich 1942 in Bonn und wirkte dort ab 1942 als Privatdozent. 1949 wurde er zum außerplanmäßigen Professor, 1956 zum Ordinarius für Römisches und Bürgerliches Recht an der Universität Bonn.

## Schriften (Auswahl)
- Das Erbbaurecht des klassischen römischen Rechts. Marburg 1950. OCLC 470184360.
- Studien zum senatus consultum Velleianum. Bonn 1952. OCLC 265034158.